# Hermann Jónasson
Hermann Jónasson (25 dicembre 1896 – Reykjavík, 22 gennaio 1976) è stato un politico islandese.
È stato Primo ministro dell'Islanda in due occasioni: dal luglio 1934 al maggio 1942 e dal luglio 1956 al dicembre 1958.
Era rappresentante del Partito Progressista, che ha guidato in prima persona dal 1944 al 1962.